# Subsecretaría de Cultura
La Subsecretaría de Cultura de España es el órgano directivo del Ministerio de Cultura que gestiona los servicios comunes del Departamento, así como diseña y desarrolla las políticas internas sobre recursos humanos, inspección de servicios, presupuestos, gestión económica y tecnologías de la información. También, tiene encomendada la tarea de impulsar las industrias culturales, la cultura digital y el mecenazgo.

## Historia

### Primera etapa (1977-1996)
La Subsecretaría fue creada en 1977 bajo la denominación de Subsecretaría de Cultura y Bienestar. Se creó por un Real decreto provisional publicado el 2 de agosto, que creaba la Subsecretaría como el único órgano del Ministerio y que asumía los órganos de la antigua Subsecretaría de Información y Turismo, a saber: el Gabinete del Servicio Exterior; la Oficialía Mayor; la Subdirección General de Personal; la Subdirección General de Inspección General; la Subdirección General de Inmuebles y Obras; la Subdirección General de Actividades Publicitarias; el Gabinete Técnico; el Servicio de Recursos; el Servicio de Administración Periférica; y la Subdirección General de Asistencia Técnica Financiera.
El decreto definitivo, publicado el 1 de septiembre, la renombró como Subsecretaría de Cultura y otorgó dependencia directa del ministro al Gabinete del Servicio Exterior, estableciendo la estructura de la subsecretaría como sigue: el Gabinete Técnico; la Oficialía Mayor; la Subdirección General de Personal; la Inspección General; la Subdirección General de Inmuebles y Obras; la Subdirección General de Coordinación Administrativa; la Subdirección General de Administración Periférica; la Subdirección General de Publicidad y Relaciones Públicas;  y la Subdirección General de Medios de Comunicación, así como asesorías económicas y jurídicas y juntas especializadas.
En 1979 se produce una importante reforma, debido a la supresión de la Secretaría de Estado y a la creación de la Dirección General de Servicios (DGS). En la subsecretaría se integran las subdirecciones generales de Fundaciones y Asociaciones Culturales, de Animación Cultural, de Cooperación Cultural y Acción Provincial. Por otro lado, pierde en favor de la DGS a: la Oficialía Mayor y las subdirecciones generales de Personal; de Inmuebles y Obras y de Administración Periférica.
En enero de 1980 se creó una Subdirección General de Coordinación de Actividades e Inversiones, pero desapareció en julio de ese mismo año, cuando se reformó de nuevo la estructura del órgano, quedando como sigue: el Gabinete Técnico; la Inspección General; la Subdirección General de Cooperación Cultural y Acción Provincial; y la Oficina Presupuestaria. Al año siguiente se le incluyeron también las subdirecciones generales de Fundaciones y Asociaciones Culturales y de Acción Territorial.
De nuevo, en 1985, se suprimió la Dirección General de Servicios, volviendo a la subsecretaría los órganos que perdió en 1979. En 1993 se recupera esta Dirección General de Servicios, pero ahora dependiendo de la Subsecretaría. Igualmente, la Secretaría General Técnica se adscribe a esta. Finalmente en 1996, se suprime junto al Ministerio de Cultura.

### Segunda etapa (2004-2011)
Habría que esperar dos legislaturas para volver a existir un departamento ministerial exclusivamente para las competencias culturales.
En esta nueva etapa, la Subsecretaría vuelve a ser el órgano central del Ministerio, pero mucho más que en su primera etapa, pues de la subsecretaría dependen todos los órganos del Ministerio, a saber: la Secretaría General Técnica; la Dirección General de Bellas Artes y Bienes Culturales; la Dirección General del Libro, Archivos y Bibliotecas; y la Dirección General de Cooperación y Comunicación Cultural. Asimismo, con nivel de subdirección general poseía un Gabinete Técnico, la Oficina Presupuestaria, la Subdirección General de Recursos Humanos, la Oficialía Mayor y la División de Inspección General de Servicios.
En su segunda legislatura (2008-2011), apenas sufre cambios, si bien la Dirección General de Cooperación y Comunicación Cultural se suprime y se crea la Dirección General de Política e Industrias Culturales y se le añaden las subdirecciones generales de Gestión Económica y Financiera y de Tecnologías y Sistemas de Información. A finales de 2011 se suprime junto con su Ministerio.

### Tercera etapa (2018-)
Seis años y tres legislaturas después, en junio de 2018, a mitad de la tercera legislatura, se produce un cambio de gobierno a través de una moción de censura que coloca al PSOE de nuevo en el Gobierno, recuperándose el Ministerio de Cultura. Con este, se recupera la subsecretaría, que pasa a denominarse Subsecretaría de Cultura y Deporte, y si bien continúa como el órgano principal del Departamento, las direcciones generales quedan adscritas directamente al ministro, asumiendo la subsecretaría los órganos de gestión diaria del Departamento, tales como la Secretaría General Técnica, la Oficina Presupuestaria, la Subdirección General de Gestión Económica y Asuntos Generales, la Subdirección General de Recursos Humanos e Inspección de los Servicios, el Gabinete Técnico y la División de Tecnologías de la Información.
En 2023 la Subdirección General de Gestión Económica y Asuntos Generales se dividió en dos. A finales de este año, tras la pérdida del Departamento de las competencias en deporte, se renombró como Subsecretaría de Cultura. Asimismo, a los pocos meses adquirió las competencias de la Dirección General de Patrimonio Cultural y Bellas Artes sobre fomento de las industrias culturales, a través de la adscripción de un Centro de Coordinación de Industrias Culturales. En 2025 la Subdirección General de Asuntos Generales se renombró como Oficialía Mayor.

## Estructura y funciones
Dependen de la Subsecretaría los siguientes órganos, a través de los cuales ejerce el resto de sus funciones:
- La Secretaría General Técnica.
- La Subdirección General de la Oficina Presupuestaria, a la que corresponde la elaboración y tramitación del anteproyecto anual de presupuesto del departamento; la coordinación de la elaboración de los presupuestos de los organismos públicos y su consolidación con los del departamento; el análisis y tramitación de las modificaciones presupuestarias y el seguimiento del presupuesto y, en todo caso, las que se determinan en el Real Decreto 2855/1979, de 21 de diciembre, por el que se crean las Oficinas presupuestarias.
- La Subdirección General de Gestión Económica, a la que corresponde la gestión económica y financiera del Departamento; la asistencia a los órganos directivos en la preparación de los expedientes de contratación y en la tramitación de los procedimientos de adjudicación de contratos, así como la asistencia y apoyo a la mesa y junta de contratación del Departamento; y la coordinación y control de la actuación de las cajas pagadoras del departamento a través de la Unidad central de cajas, así como la tramitación de los pagos que se realicen mediante los procedimientos especiales de pago a justificar y anticipo de caja fija
- La Oficialía Mayor, a la que corresponde la dirección, impulso y coordinación general de los servicios comunes del departamento, servicios de seguridad, mantenimiento y régimen interior de los edificios, así como la formación del inventario de los bienes muebles y equipamiento de las unidades administrativas generales.
- La Subdirección General de Recursos Humanos e Inspección de los Servicios, a la que corresponde la planificación, gestión y administración de los recursos humanos del Departamento y, en su caso, de sus organismos públicos; la formación de empleados públicos; y lo relacionado con acción social, prevención de riesgos laborales, inspección general de servicios y Canal Interno de Información. Asimismo, actúa como Unidad de Igualdad y como Unidad de Inclusión de Personas con Discapacidad.
- El Centro de Coordinación de Industrias Culturales, al que le corresponde el diseño y desarrollo de las políticas de promoción de las industrias culturales, la cultura digital, el mecenazgo cultural y la coordinación de actuaciones vinculadas con ellas cuando correspondan a competencias concretas del resto de los centros directivos del Departamento.
- El Gabinete Técnico como órgano de apoyo y asistencia inmediata al subsecretario.
- La División de Tecnologías de la Información, a la que corresponde el impulso, coordinación y racionalización de la política en materia de tecnologías de la información y comunicaciones del Ministerio y de sus diferentes organismos, así como la coordinación y cooperación con otras administraciones y órganos del Estado en estas materias; el impulso de la administración digital del Ministerio y sus organismos; la provisión de servicios en materia de tecnologías de la información y comunicaciones; y el ejercicio de las competencias atribuidas como Autoridad de Registro del Departamento en relación con la expedición de certificados electrónicos para sus empleados públicos.

### Organismos y órganos adscritos
- Abogacía del Estado en el Ministerio.
- Intervención Delegada de la Intervención General de la Administración del Estado.

## Presupuesto
La Subsecretaría del Ministerio de Cultura y Deporte tiene un presupuesto asignado de 249 834 810 € para el año 2023.
| Nº Programa                           | Programa                                             | Dotación      | Ref.   |
| ------------------------------------- | ---------------------------------------------------- | ------------- | ------ |
| 331M                                  | Dirección y Servicios Generales de Cultura y Deporte | 35 297 130 €  | [ 17 ] |
| 331M                                  | a través de la Secretaría General Técnica            | 4 187 680 €   | [ 17 ] |
| 334A                                  | Promoción y cooperación cultural                     | 210 350 000 € | [ 18 ] |
| Total presupuesto de la Subsecretaría | Total presupuesto de la Subsecretaría                | 249 834 810 € |        |

## Lista de subsecretarios
Desde 1977, estos han sido los subsecretarios:
- Fernando Castedo (2 de agosto de 1977-30 de abril de 1979)[19]
- Luis Manuel Cosculluela Montaner (30 de abril de 1979-26 de enero de 1980)[20]
- Francisco Sanabria Martín (26 de enero de 1980-29 de septiembre de 1980)[21]
- Eugenio Nasarre Goicoechea (29 de septiembre de 1980-16 de enero de 1982)[22]
- Pedro Meroño Vélez (16 de enero de 1982-8 de diciembre de 1982)[23]
- Mario Trinidad Sánchez (8 de diciembre de 1982-1 de mayo de 1985)[24]
- Ignacio Quintana Pedrós (1 de mayo de 1985-17 de octubre de 1987)[25]
- Miguel Satrústegui Gil-Delgado (17 de octubre de 1987-10 de julio de 1989)[26]
- José Manuel Garrido Guzmán (10 de julio de 1989-25 de enero de 1992)[27]
- Santiago de Torres Sanahuja (25 de enero de 1992-31 de julio de 1993)[28]
- Enrique Linde Paniagua (31 de julio de 1993-11 de mayo de 1996)[29]
- Antonio Hidalgo López (20 de abril de 2004-21 de julio de 2007)[30]
- María Dolores Carrión Martín (21 de julio de 2007-9 de mayo de 2009)[31]
- Mercedes Elvira del Palacio Tascón (9 de mayo de 2009-24 de diciembre de 2011)[32]
- Javier García Fernández (23 de junio de 2018-5 de octubre de 2019)[33]
- María Ángeles Ezquerra Plasencia (5 de octubre de 2019-18 de enero de 2020). Interina.
- Andrea Gavela Llopis (18 de enero de 2020-6 de octubre de 2021)[34]
- Eduardo Fernández Palomares (6 de octubre de 2021-15 de febrero de 2023)[35]
- María Pérez Sánchez-Laulhé (15 de febrero de 2023-28 de febrero de 2024)[36]
- María del Carmen Paez Soria (28 de febrero de 2024-presente)[37]